# Matsudaira (Nomi)

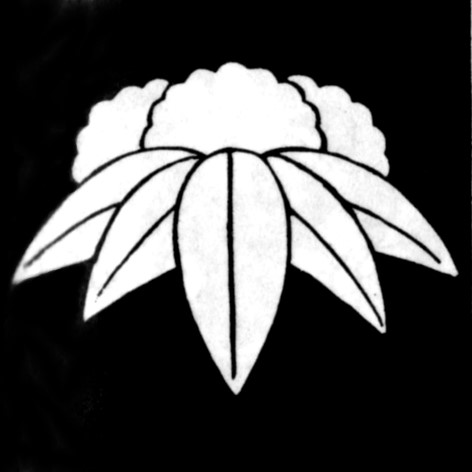
Wappen der Nomi
(Sasa unter Schnee)

Die Nomi-Matsudaira (japanisch 能見松平家, Nomi-Matsudaira-ke) waren eine Familie des japanischen Schwertadels (Buke), die sich von Matsudaira Mitsuchika ableitete. Sie hatte sich in Nomi (Mikawa) niedergelassen und diesen Namen angenommen. Mit einem Einkommen von 32.000 Koku gehörte  die zuletzt in Kitsuki (Präfektur Ōita) residierenden Nomi zu den kleineren Fudai-Daimyō der Edo-Zeit.

## Genealogie
- Shigeyoshi (重吉; 1498–1580) diente nacheinander Tokugawa Kiyoyasu, Hirotada und Ieyasu.
- Shigekatsu (重勝; 1548–1620) erhielt 1612 Sanjō (Echigo) mit 20.000 Koku. Er wurde 1617 nach Sekiyado[A 2] (Shimousa) und dann 1619 nach Yokosuka[A 3] (Tōtōmi), beide mit 26.000 Koku, versetzt. Seine Nachkommen residierten ab 1622 in Kaminoyama (Dewa) mit 40.000 Koku, ab 1626 in Sanda (Settsu) mit 30.000 Koku, ab 1632 in einem Festen Haus (Jinya) in Ryūō[A 4] (Buzen)  mit 37.000 Koku bzw. ab 1639 einer Burg in Takada[A 5] (Bungo) und dann von 1645 bis 1868 in Kitsuki[A 6] (Bungo) mit 32.000 Koku. Letzter Daimyō war
- Chikataka (親貴; 1838–1882), nach 1868 Vizegraf.